# Сисил (округ)
Округ Сисил (англ. Cecil County) — округ в северной части штата Мэриленд; входит в городскую агломерацию Филадельфии. Административный центр округа (county seat) — город Элктон. Округ Сисил граничит с Пенсильванией на севере, Делавэром на востоке, округом Кент на юге, округом Харфорд на западе и Чесапикским заливом на юго-западе. В 2000 году в округе проживало 85 951 человек. Округ назван в честь Сесилиуса Калверта, первого губернатора Мэриленда.

## Управление
Округ Сисил управляется выборными окружными администраторами. Это традиционная форма управления в округах Мэриленда.

## История
Округ Сисил был создан в 1674 году декларацией губернатора, образован из частей округов Балтимор и Кент.
В округе находится ряд объектов Национального реестра исторических мест США.

## География
Округ Сисил находится в северо-восточном углу штата Мэриленд. На севере граничит с Пенсильванией, на востоке – с Делавэром.
Округ Сисил физически разделен на две части каналом Чесапик - Делавэр (en). Географически округ является частью восточного побережья Мэриленда и полуострова Делмарва. По данным переписи 2000 года(en) округ имеет общую площадь 1 082,3 км², из которых суша составляет 901,7 км² (83,31%), вода - 180,7 км² (16,69%).
Южная часть округа расположена в пределах Атлантической прибрежной равнины(en) и имеет плоский рельеф. К северу от шоссе 40 местность становится холмистой, наиболее рельефны холмы в северо-западной и центральной северной части округа. Самая низкая точка – уровень моря возле Чесапикского залива. Наивысшая точка – 163 м, чуть южнее линии Мэйсона — Диксона, рядом с Ноттингемом, Пенсильвания(en), к востоку от 1-й магистрали США.

### Соседние округа
- Честер, Пенсильвания (северо-восток)
- Ланкастер, Пенсильвания (север)
- Нью-Касл, Делавэр (восток)
- Харфорд (запад)
- Кент (юг)

## Население
Динамика численности населения
| Год                                                    | Население, чел.                                                             | Год                                                         | Население, чел.                                                                      |
| ------------------------------------------------------ | --------------------------------------------------------------------------- | ----------------------------------------------------------- | ------------------------------------------------------------------------------------ |
| 1790 1800 1810 1820 1830 1840 1850 1860 1870 1880 1890 | 13 625 9 018 13 066 16 048 15 432 17 232 18 939 23 862 25 874 27 108 25 851 | 1900 1910 1920 1930 1940 1950 1960 1970 1980 1990 2000 2010 | 24 662 23 759 23 612 25 827 26 407 33 356 48 408 53 291 60 430 71 347 85 951 101 108 |

### 2010
Расовый состав округа Сисил по данным переписи населения США (2010):
- 89,2% белые американцы
- 6,2% афроамериканцы
- 0,3% коренные американцы
- 1,1% азиаты
- 0,0% коренные жители Океании (en)
- 2,2% две или более расы (en)
- 1,0% другие расы
- 3,4% испаноязычные или латиноамериканцы (любой расы)

### 2000
Согласно переписи 2000 года,  в округе насчитывалось 85 951 человек, 31 223 хозяйств и 23 292 семей. Плотность населения составляла 95 человек на км². Насчитывалось 34 461 жилых единиц при средней плотности 38 на км². Расовый состав округа: 93,39% белые американцы, 3,91% афроамериканцы, 0,33% коренные американцы, 0,69% азиаты, 0,03% коренные жители Океании, 0,50% другие расы и 1,15%  две или более расы. 1,52% населения составляли испанцы или латиноамериканцы любой расы. 17,9% были немецкого, 16,1% ирландского, 13.8%  английского, 13,8% американского и 6,5% итальянского происхождения по данным переписи 2000 года. 

Насчитывалось 31 223 домохозяйств, в 37,00% из которых имелись дети до 18 лет. 58,60% хозяйств составляли супружеские пары, 11,10% - женщины без мужа, 25,40% - хозяйства, принадлежащие не семьям. 19,90% хозяйств состояли из одного человека, 7,10% - из одного человека 65 лет и старше. Средний размер хозяйства составлял 2,71, семьи – 3,12.

Из населения округа 27,70% приходилось на людей в возрасте до 18 лет, 7,50% - от 18 до 24, 31,20% - от 25 до 44, 23,20% - от 45 до 64 и 10,50% - 65 лет и старше. Средний возраст составлял 36 лет. На каждых 100 женщин  насчитывалось 98,20 мужчин; на каждых 100 женщин в возрасте 18 лет и старше – 95,70 мужчин.

Средний доход на хозяйство составлял $50 510, на семью - $56 469. Средний доход мужчин составлял $40 350 при среднем доходе женщин $28 646. Доход на душу населения в округе составлял $21 384. Около 5,40% семей и 7,20% населения находились за чертой бедности, 9,20% из которых младше 18 лет и 7,70% 65 лет и старше. 

В мае 2008 года власти округа повысили налог на имущество на 10%. 

Плановые показатели штата Мэриленд предполагают, что численность населения округа увеличится вдвое в течение ближайших 30 лет, достигнув 160 000 человек к 2030 году.

## Публичные библиотеки
Существует 7 отделений Публичной библиотеки округа Сисил (en). Библиотека осуществляет значительную деятельность по всему округу.

## Система среднего образования
В округе находится 17 начальных, 6 средних и 5 старших школ. Они управляются Системой среднего образования округа Сисил (en).